# Kisgeszt
Kisgeszt (szlovákul Hoste) község Szlovákiában, a Nagyszombati kerületben, a Galántai járásban.

## Fekvése
Galántától 14 km-re északnyugatra fekszik.

## Élővilága

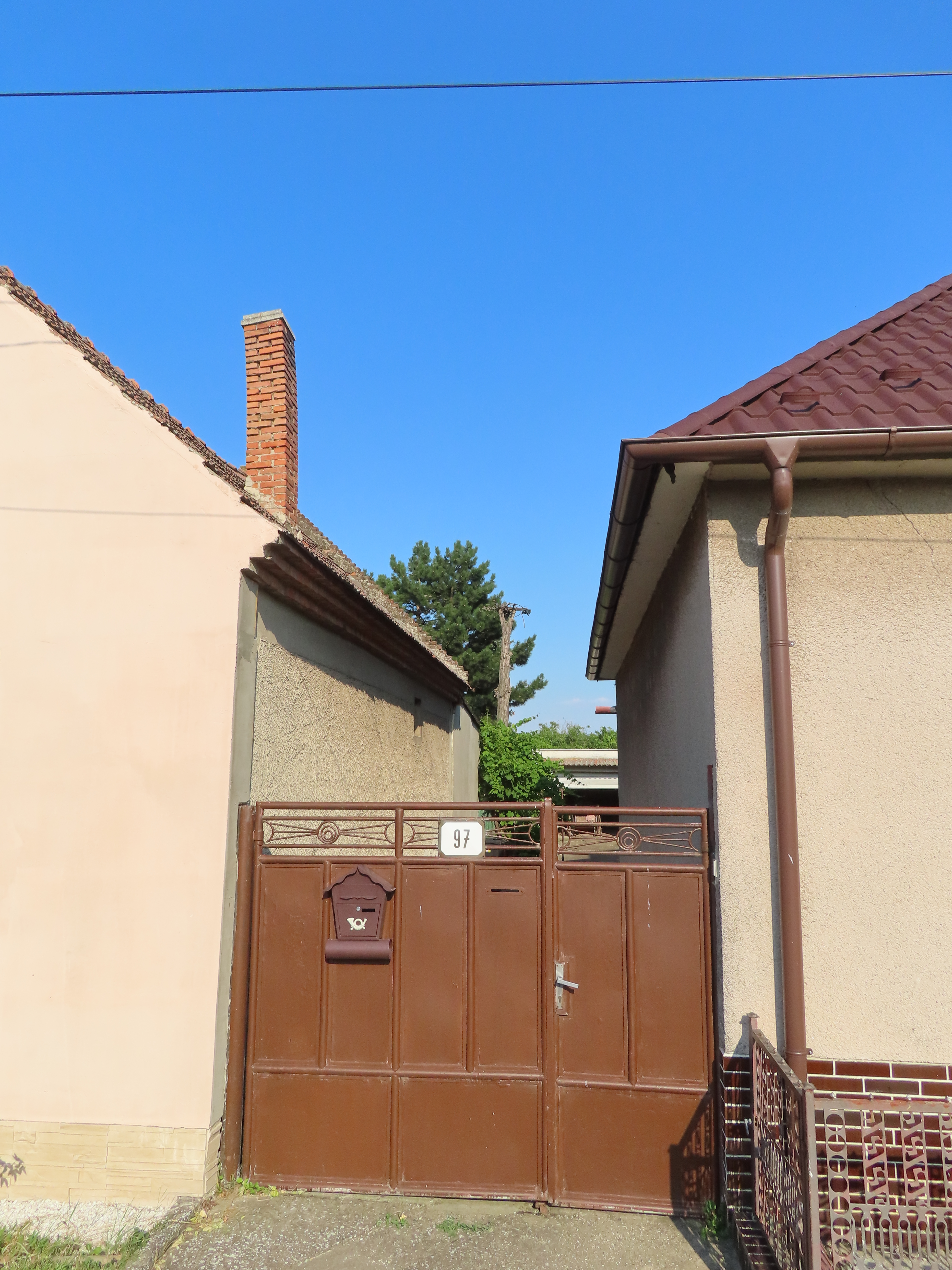
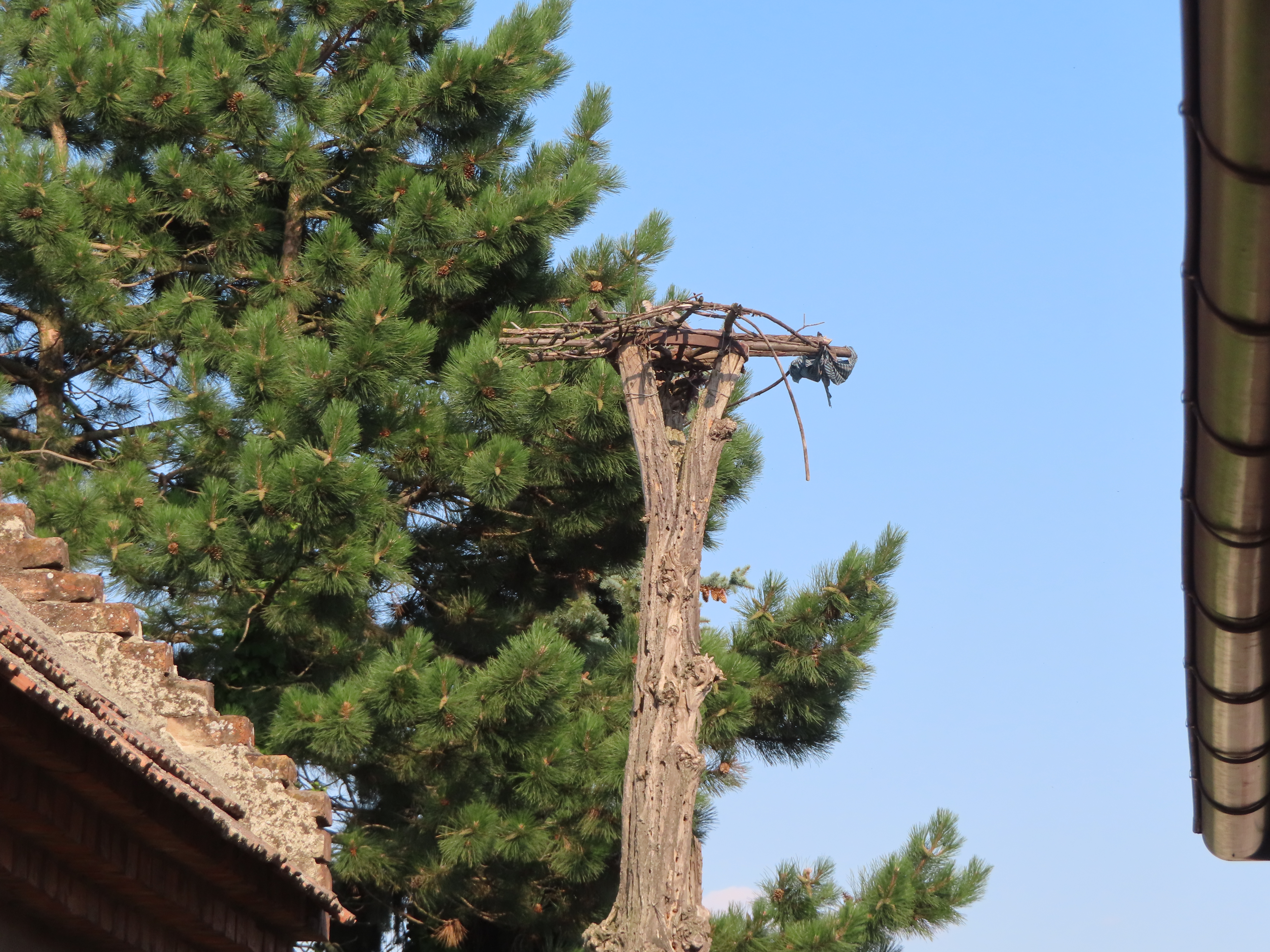

Kisgeszten egy facsonk tetején fészkelnek gólyák. 2011-ben 4, 2012-ben 3 fiókát számoltak össze.

## Története
1231-ben említik először. Pozsony várának tartozéka volt, majd a Szentgyörgyi és Bazini grófok a birtokosai. A 14. század első felétől a Geszti családé, majd 1553-tól a nagyszombati klarissza kolostor birtoka. 1805-től az Eszterházy család a tulajdonosa.
Vályi András szerint "GESZT. Tót falu Posony Vármegyében, földes Ura a’ Tudományi, vagy Religiói Kintstár, lakosai katolikusok, fekszik az alsó Szigeti járásban, Dugvág vize mellett, Majténynak szomszédságában, mellynek filiája, Sz. Abrahámhoz 1/4 mértföldnyire, Puszta födémestöl egy mértföldnyire. Határja közép termékenységű, réttye, legelője elég, más meglehetős vagyonnyai is lévén, második Osztálybéli."
Fényes Elek geográfiai szótárában "Geszth, tót falu, Pozsony vmegyében, a Dudvágh mellett, Diószegtől éjszakra 1 órányira. Számlál 165 kath. lak. Földje, rétje igen jó. F. u. gr. Eszterházy Vinczéné. Ut. p. Pozsony."  Archiválva 2007. szeptember 27-i dátummal a Wayback Machine-ben
A trianoni békeszerződésig Pozsony vármegye Galántai járásához tartozott.

## Népessége
| Év:            | 1994. | 2004.   | 2014.   | 2024.    |
| -------------- | ----- | ------- | ------- | -------- |
| Emberek száma: | 496   | 504     | 486     | 431      |
| Eltérés:       |       | +1,61 % | -3,57 % | -11,31 % |

| Év:            | 2023. | 2024.   |
| -------------- | ----- | ------- |
| Emberek száma: | 432   | 431     |
| Eltérés:       |       | -0,23 % |

1880-ban 391 lakosából 354 szlovák és 5 magyar anyanyelvű volt.
1890-ben 413 lakosából 379 szlovák és 9 magyar anyanyelvű volt.
1900-ban 453 lakosából 430 szlovák és 5 magyar anyanyelvű volt.
1910-ben 528 lakosából 497 szlovák, 21 német és 10 magyar anyanyelvű volt.
1921-ben 479 lakosából 10 magyar és 465 csehszlovák volt.
1930-ban 544 lakosából 2 magyar és 537 csehszlovák volt.
1991-ben 517 lakosából 510 szlovák volt.
2001-ben 496 lakosából 487 szlovák és 2 magyar volt.
2011-ben 503 lakosából 490 szlovák és 3 magyar volt.
2021-ben 437 lakosából 420 (+1) szlovák, 2 (+2) magyar, 3 egyéb és 12 ismeretlen nemzetiségű volt.

## Nevezetességei

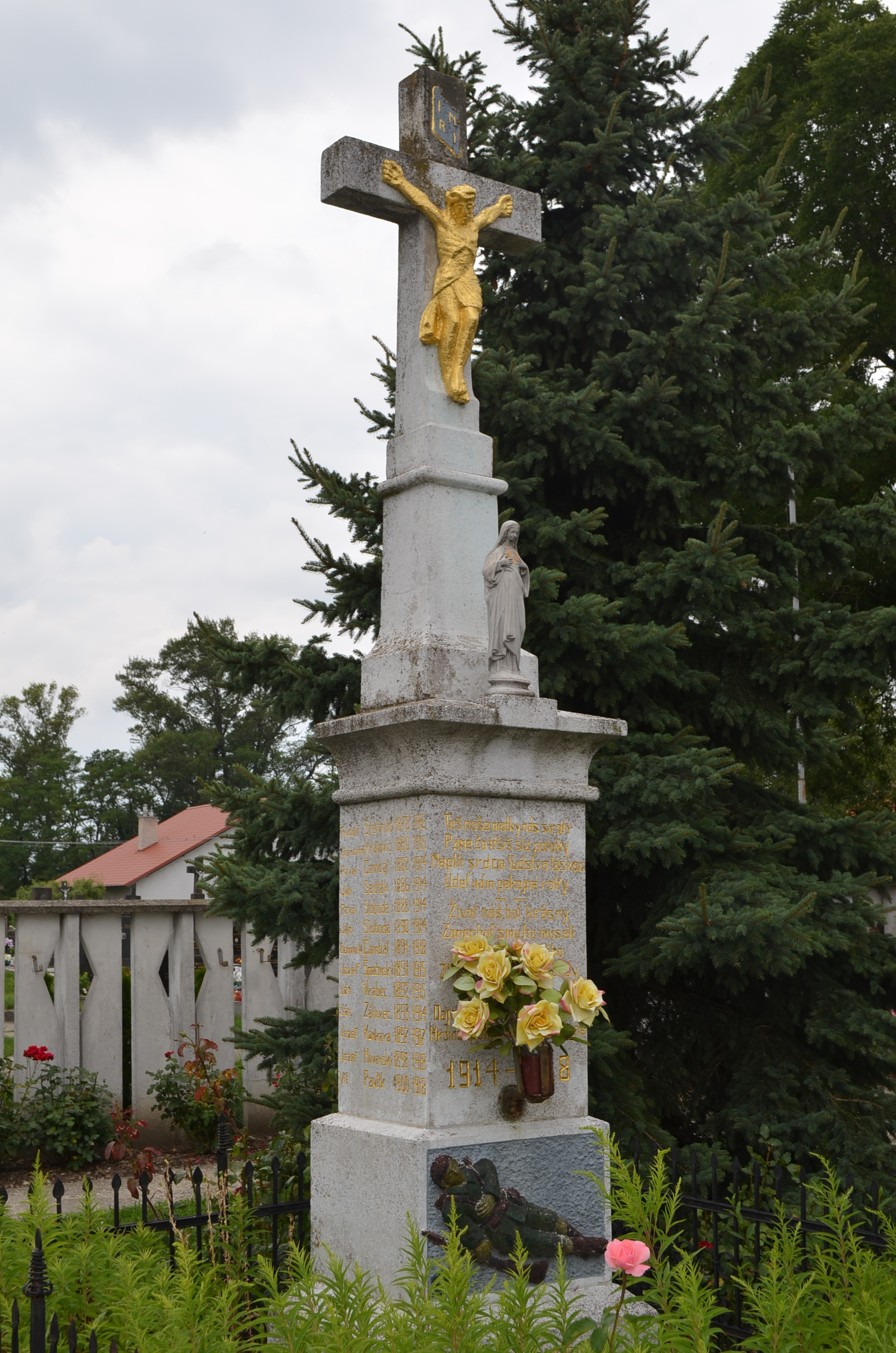
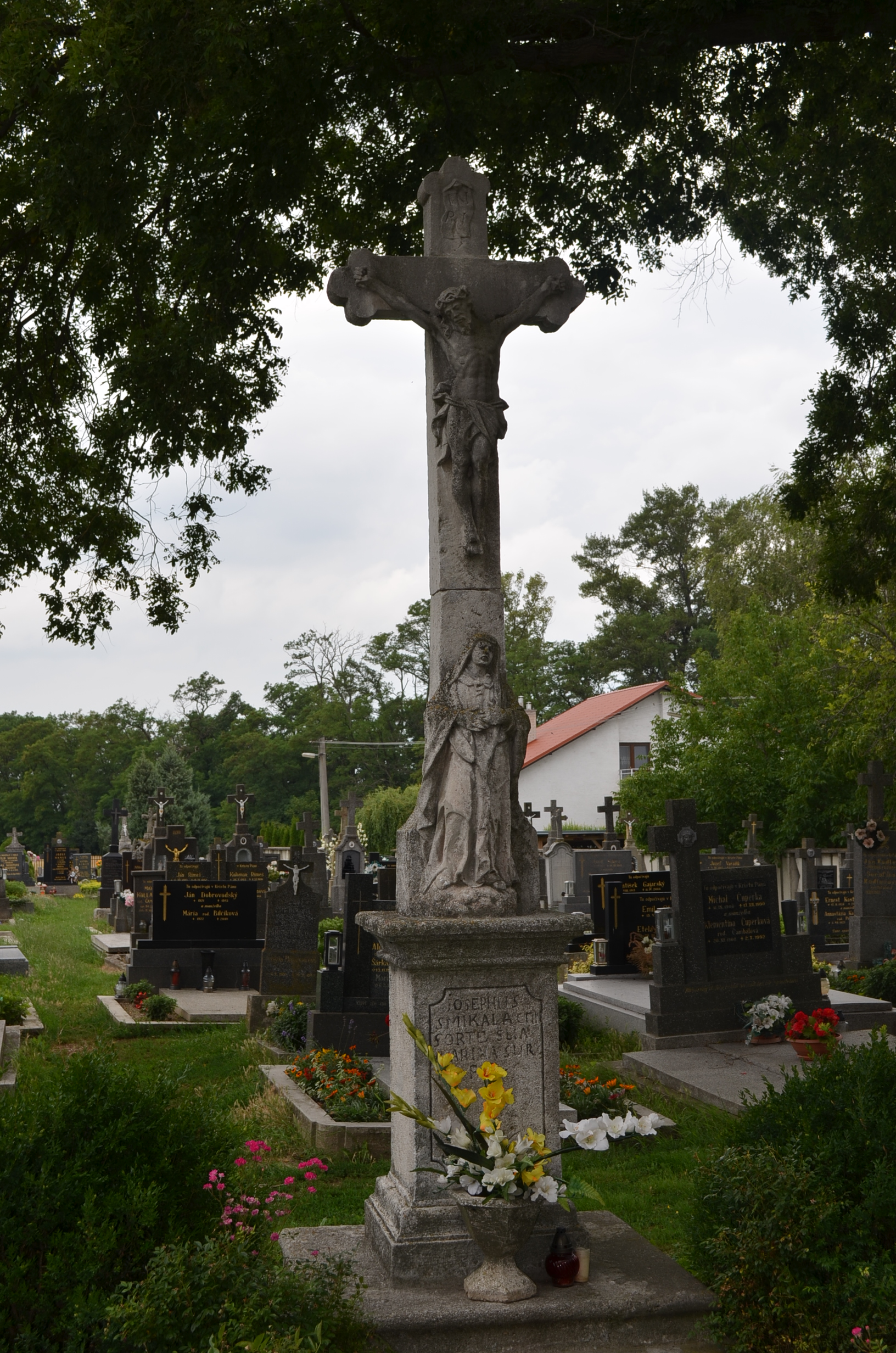
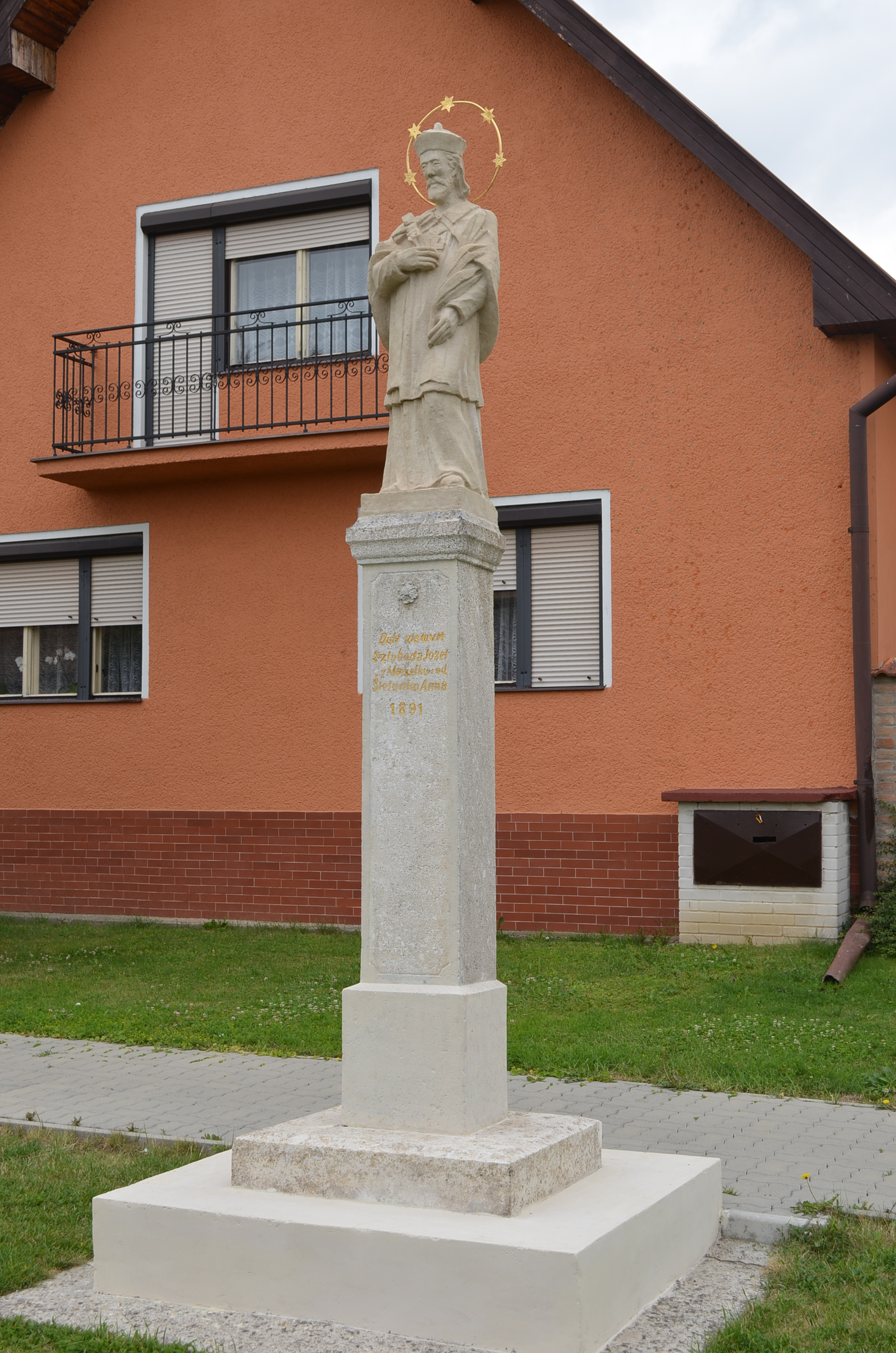
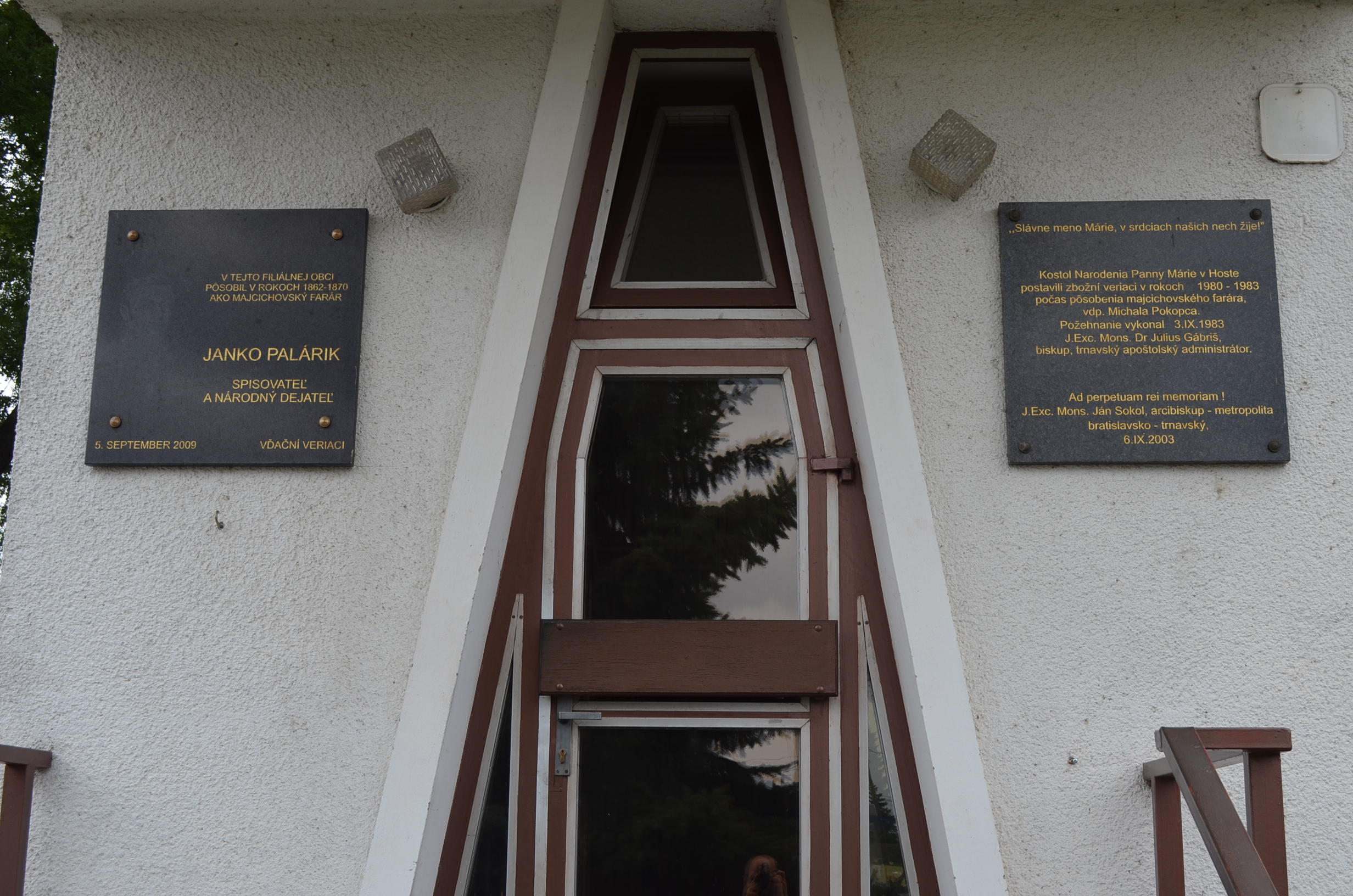
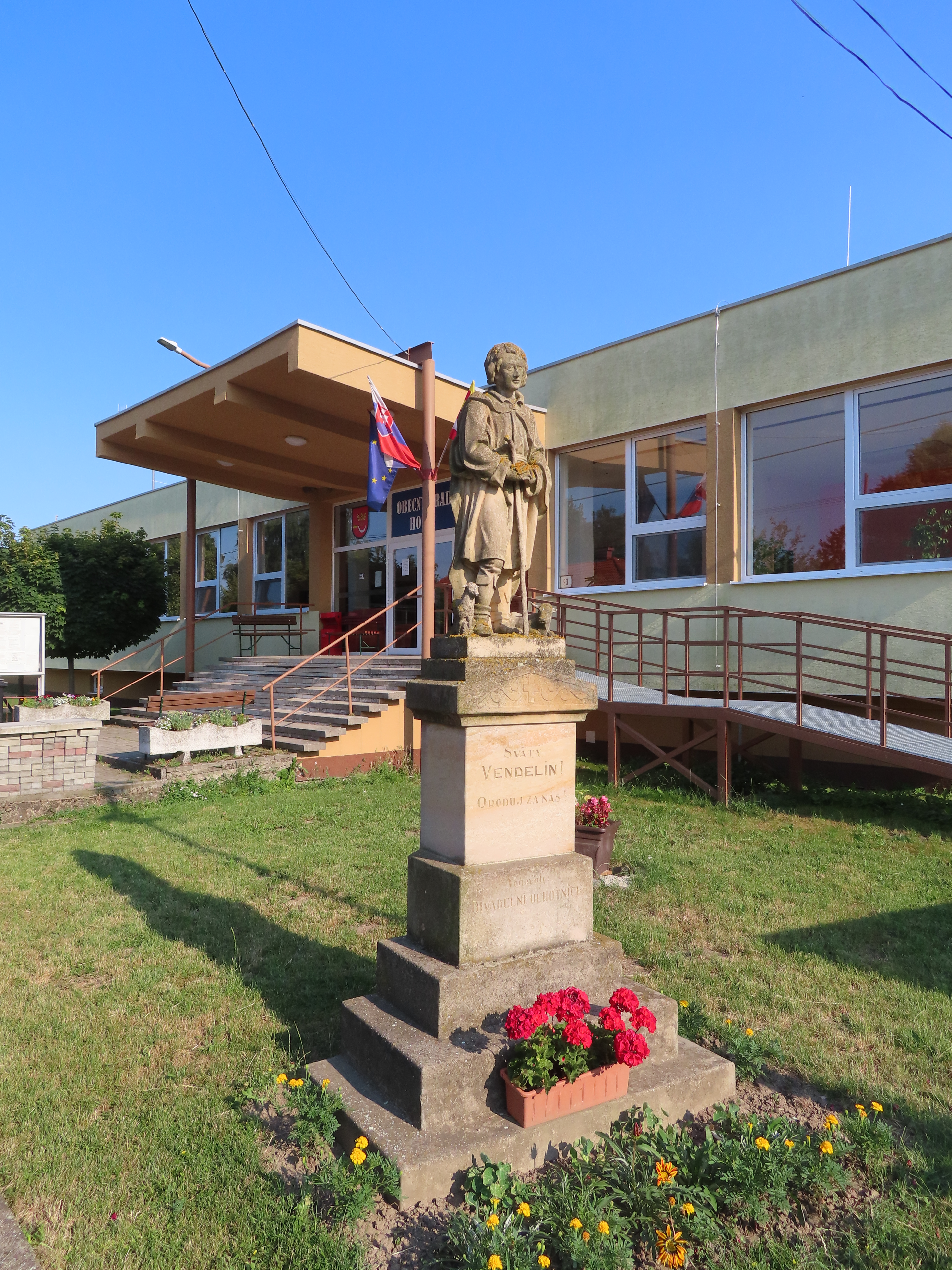
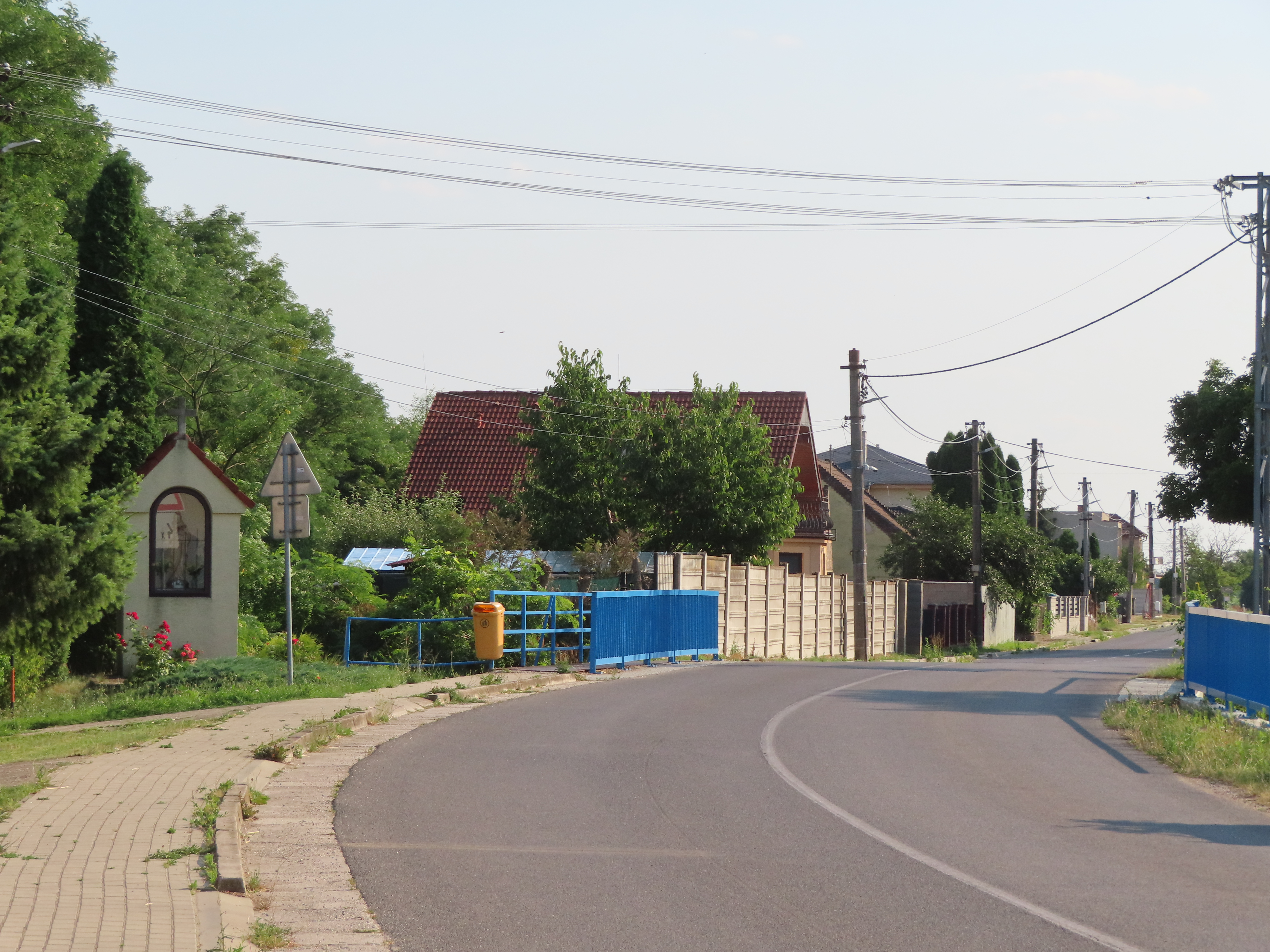

- A Kisboldogasszony tiszteletére szentelt római katolikus temploma 1760-ban épült.